# Robert Dutoit
Robert Paul Léon Dutoit (* 24. Januar 1928 in Lille; † 8. August 2003 ebenda) war ein französischer Autorennfahrer.

## Karriere als Rennfahrer
Robert Dutoit, dessen Mutter die Rennfahrerin Marie Honoré war, begann seine Karriere Mitte der 1950er-Jahre. 1955 erwarb er den Porsche 550/4 Spyder, mit dem Gonzague Olivier 1955 (18. Rang mit Josef Jeser) beim 24-Stunden-Rennen von Le Mans am Start war. Mit dem Wagen wurde er Gesamtneunter beim 500-km-Rennen auf dem Nürburgring 1955 (Sieger Jean Behra im Werks-Maserati 150S) und Fünfter beim Coupes de Vitesse 1957 (Sieger Alfonso de Portago im Ferrari 250 GT).
1958 fuhr er gemeinsam mit Jean-Marie Dumazer einen kleinen VP beim 24-Stunden-Rennen von Le Mans und wurde in den folgenden Jahren zum regelmäßigen Starter bei der Tour de France für Automobile. Robert Dutoit war zwei Jahrzehnte als Fahrer aktiv. Noch in den 1970er-Jahren gelangen ihm gute Ergebnisse bei Langstreckenrennen. So wurde er 1970 Gesamtzehnter beim 1000-km-Rennen von Paris.

## Statistik

### Le-Mans-Ergebnisse
| Jahr | Team              | Fahrzeug | Teamkollege        | Platzierung | Ausfallgrund    |
| ---- | ----------------- | -------- | ------------------ | ----------- | --------------- |
| 1958 | Just-Émile Vernet | VP       | Jean-Marie Dumazer | Ausfall     | Getriebeschaden |

### Einzelergebnisse in der Sportwagen-Weltmeisterschaft
| Saison | Team              | Rennwagen     | 1   | 2   | 3   | 4   | 5   | 6   | 7   | 8   | 9   | 10  | 11  | 12  | 13  | 14  | 15  | 16  | 17  | 18  | 19  | 20  | 21  | 22  |
| ------ | ----------------- | ------------- | --- | --- | --- | --- | --- | --- | --- | --- | --- | --- | --- | --- | --- | --- | --- | --- | --- | --- | --- | --- | --- | --- |
| 1958   | Just-Émile Vernet | VP            | BUA | SEB | TAR | NÜR | LEM | RTT |     |     |     |     |     |     |     |     |     |     |     |     |     |     |     |     |
| 1958   | Just-Émile Vernet | VP            |     | DNF |     |     |     |     |     |     |     |     |     |     |     |     |     |     |     |     |     |     |     |     |
| 1963   |                   | Jaguar Mark 2 | DAY | SEB | SEB | TAR | SPA | MAI | NÜR | CON | ROS | LEM | MON | WIS | TAV | FRE | CCE | RTT | OVI | NÜR | MON | MON | TDF | BRI |
| 1963   |                   | Jaguar Mark 2 |     |     |     |     |     |     |     |     |     |     |     |     |     |     |     |     |     | DNF |     |     |     |     |
| 1964   | Claude Storez     | Jaguar Mark 2 | DAY | SEB | TAR | MON | SPA | CON | NÜR | ROS | LEM | REI | FRE | CCE | RTT | SIM | NÜR | MON | TDF | BRI | BRI | PAR |     |     |
| 1964   | Claude Storez     | Jaguar Mark 2 |     |     |     |     |     |     |     |     |     |     |     |     |     | 29  |     |     |     |     |     |     |     |     |